# Elseya flaviventralis
Elseya flaviventralis is een schildpad uit de familie slangenhalsschildpadden (Chelidae).

## Naam en indeling
De wetenschappelijke naam van de soort werd voor het eerst voorgesteld door Thomson en Georges in 2016. De soortaanduiding flaviventralis betekent vrij vertaald 'gele onderzijde'; flavus = geel en ventralis = onderzijde.

## Uiterlijke kenmerken
Elseya flaviventralis kan een schildlengte bereiken van ongeveer 34 centimeter, althans de vrouwtjes. Mannetje blijven kleiner tot ongeveer 27 cm. De schildkleur is licht- tot donkerbruin. De schildpad is te onderscheiden van de verder sterk gelijkende Australische bijtschildpad (Elseya dentata) aan het geheel gele buikschild, ook andere schildpadden in het leefgebied hebben meestal een zwart buikschild, zwarte vlekken of zwarte naden tussen de buikschilden. De plastronformule is als volgt: pect > fem > abd > an > intergul > hum > gul. Het rugschild is ovaal maar is naar achteren toe wat smaller. De marginaalschilden aan de achterzijde van het schild zijn bij volwassen exemplaren wat omhoog gekromd. De marginaalschilden hebben geen stekelachtige delen aan de achterzijde, ook niet bij de juvenielen. Volwassen dieren hebben geen kiel op het midden van het schild.
De kop is relatief groot en heeft een grijze tot bruine kleur. De iris heeft een groene kleur, de sclera is bruin. Onder de kin zijn twee stompe baarddraden aanwezig. Op de nek zijn vele kleine bultige uitsteekseltjes aanwezig.

## Verspreiding en habitat
De soort komt voor in delen van Australië en leeft endemisch in de deelstaat Noordelijk Territorium. Over de habitat en levenswijze is nog vrijwel niets bekend.